# Phyllophaga omiltemia
Phyllophaga omiltemia är en skalbaggsart som beskrevs av Bates 1889. Phyllophaga omiltemia ingår i släktet Phyllophaga och familjen Melolonthidae. Inga underarter finns listade i Catalogue of Life.